# Зерсгайм
Зерсгайм (нім. Sersheim) — громада в Німеччині, знаходиться в землі Баден-Вюртемберг. Підпорядковується адміністративному округу Штутгарт. Входить до складу району Людвігсбург.
Площа — 11,48 км2. Населення становить 5632 ос. (станом на 31 грудня 2020).